# 그리스 샐러드
그리스 샐러드(Greece+salad) 또는 호리아티키 샐러드(그리스어: χωριάτικη σαλάτα 호리아티키 살라타[*])는 그리스의 대표적인 샐러드이다. 토마토, 오이, 양파와 페타, 올리브를 올리브유, 소금, 오레가노로 드레싱해 낸다. 그리스와 키프로스에서는 단순히 호리아티키(그리스어: χωριάτικη)로 줄여 부르기도 하며, 키프로스의 호리아티키 샐러드는 키프로스 샐러드(Kypros+salad)로도 불린다. 그리스의 국민 음식 가운데 하나로 여겨진다.

## 이름
"그리스 샐러드"는 "그리스식 샐러드"라는 뜻의 영어 "그리크 샐러드(Greek salad)"가 번역되어 들어온 말이다. "키프로스 샐러드" 또한 "키프로스식 샐러드"라는 뜻의 영어 "시프리엇 샐러드(Cypriot salad)"가 번역되어 들어온 말이다.
그리스어 "호리아티키 살라타(χωριάτικη σαλάτα)"는 "시골/가정식 샐러드"라는 뜻이다. "살라타(σαλάτα)"는 "샐러드"를 뜻하는 여성명사이며, "호리아티키(χωριάτικη)"는 "시골의, 가정식의"를 뜻하는 "호리아티코스(χωριάτικος)"의 여성형이다.

## 만들기
토마토, 오이, 양파(주로 적양파)와 페타, 올리브(주로 칼라마타 올리브)를 올리브유, 소금, 오레가노로 드레싱해 낸다. 피망이나 케이퍼(특히 도데카니사 제도 등지에서) 등을 추가하기도 하며, 식초를 뿌리거나 파슬리 잎으로 장식해 내기도 한다.
키프로스의 호리이티키 샐러드에는 레몬 즙이나 와인 식초가 들어가며, 파슬리와 고수 잎을 넣기도 한다.

## 그리스 외 지역

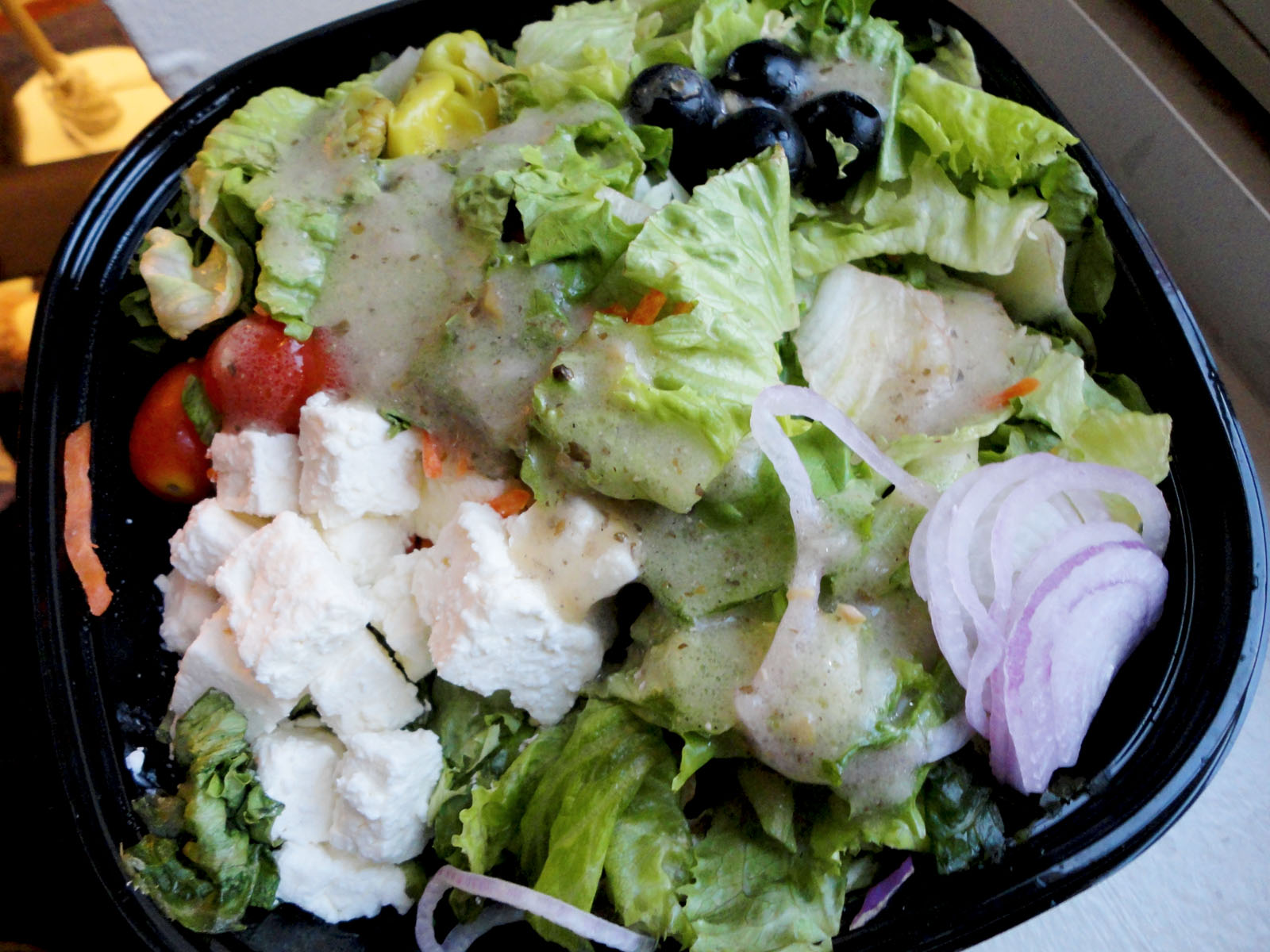
양상추가 들어간 "그리스 샐러드"

그리스 외 지역에서 "그리스 샐러드"라는 말은 그리스풍 재료를 넣은 여러 가지 샐러드를 가리키는 데 쓰이기도 한다. 미국 등 영어권에서는 양상추, 토마토, 페타가 든 그리스 샐러드를 먹으며, 이외에 오이, 고추절임(보통 프리지텔로로 만들며, 미국 등지에서 절임이 "페페론치니"라 불린다.), 피망, 양파, 래디시, 돌마데스, 안초비나 정어리 등이 들어간다. 디트로이트에서는 비트를, 탬파베이 지역에서는 감자 샐러드를 넣어 만들기도 한다. 드레싱에 들어가는 허브와 조미료도 더 다양하다.
영어권에서 "그리스 샐러드(Greek salad)"라 불린 음식 가운데 그리스 요리와 연관성이 없어 보이는 것도 있다. 예를 들어 1920년대 오스트레일리아의 한 신문은 삶은 호박에 산유 드레싱을 뿌린 음식을 "그리스 샐러드"로 소개했으며, 1930년대 미국 신문에서는 양배추와 당근을 넣고 마요네즈 드레싱을 넣은 양상추 샐러드를 "그리스 샐러드"로 소개했다.

## 같이 보기
- 마룰리 샐러드(그리스의 양상추 샐러드)
- 초반 샐러드(터키의 목자 샐러드)